# Hippelates plebejus
Hippelates plebejus är en tvåvingeart som beskrevs av Friedrich Hermann Loew 1863. Hippelates plebejus ingår i släktet Hippelates och familjen fritflugor. Inga underarter finns listade i Catalogue of Life.